# Ilha das Freiras

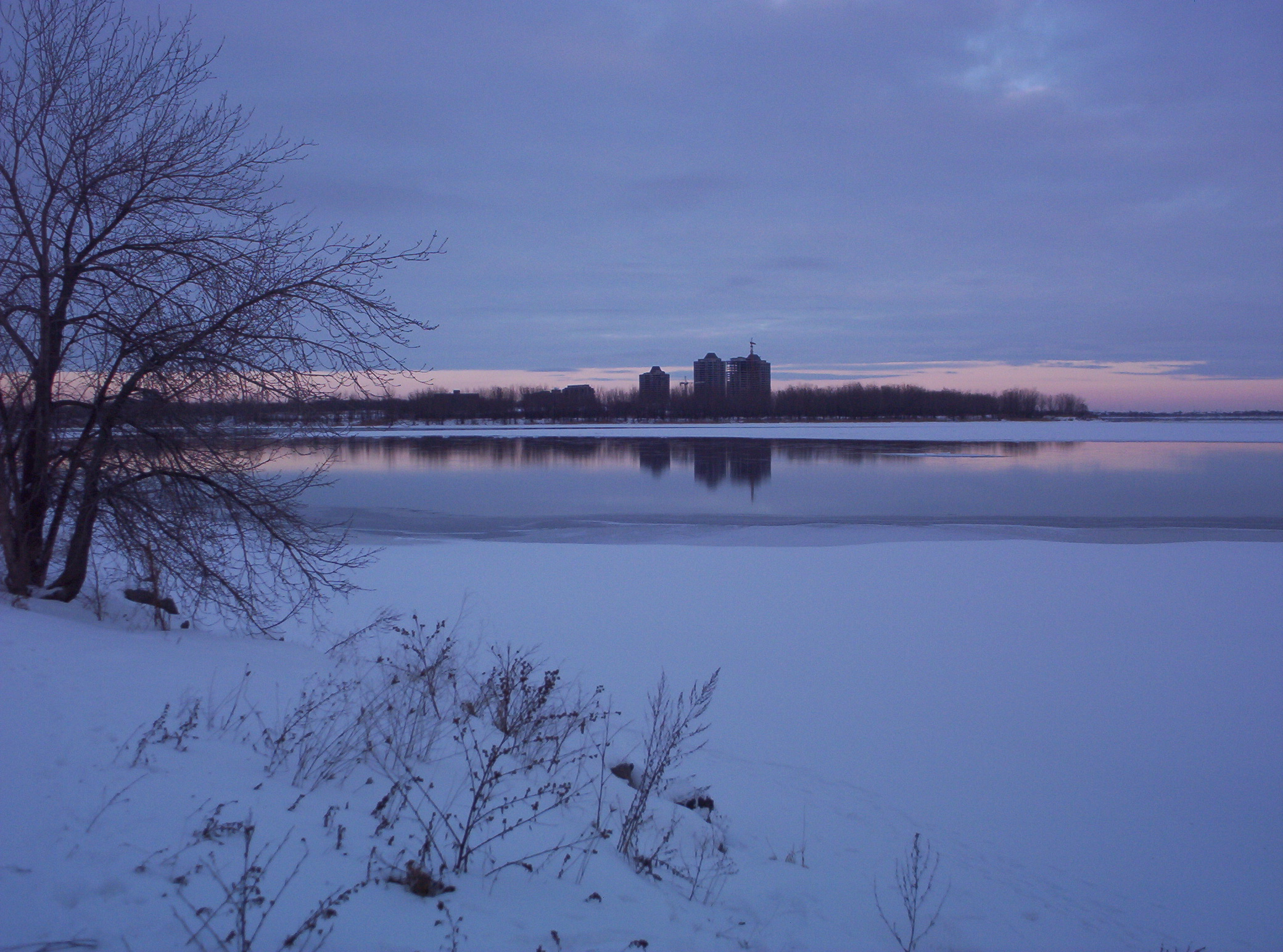
Vista da ilha das Freiras

Ilha das Freiras (em francês: Île-des-Sœurs; em inglês: Nun's Island) é uma ilha do rio São Lourenço, a leste da ilha de Montreal no Arquipélago de Hochelaga, localizada na província canadense do Quebeque.